# جيم ماكليود
جيم ماكليود (بالإنجليزية: Jim McLeod)‏ هو لاعب كرة قاعدة أمريكي، ولد في 12 سبتمبر 1908 في Jones, Louisiana ‏ في الولايات المتحدة، وتوفي في 3 أغسطس 1981 في ليتل روك في الولايات المتحدة.

## وصلات خارجية
- جيم ماكليود على موقعبيزبول رفرنس.كوم (الدوري الرئيسي) (الإنجليزية)